# 小奧斯尼齊亞
51°12′29″N 25°56′21″E / 51.20806°N 25.93917°E
小奧斯尼察（烏克蘭語：Мала Осниця），是烏克蘭西北部的村落，隸屬沃倫州的盧茨克區。該村始建於1577年，面積1.16平方公里，海拔高度162米，2001年人口377。